# 天乃咲哉
天乃咲哉（9月9日—），出身于日本愛知縣的漫画家，現居京都府。
血型为A型。
代表作有《此花綺譚》《御伽樓館》等。

## 作品列表

### 漫畫作品

#### 已出版的已完結/連載中作品
- GOSICK - 已完結。日本直木賞作家櫻庭一樹《GOSICK》之漫畫版
- 現神姬（現神姫） - 已完結，全九卷
- 御伽樓館（御伽楼館 ～Märchenturmgebäude～）- 已完結
- Doubt! 已完結
- 此花亭奇譚（此花亭奇譚）已完結，原於月刊Comic百合姬S連載、一迅社（新裝版全2卷、幻冬舍）
- 此花綺譚（このはな綺譚）於Comic Boost連載 - 連載中

#### 其他
- Calling（Calling） - 單行本未收錄
- 十個月又十天（とつき、とおか） - 收錄於現神姬第四集
- 月見てハネる（月見てハネる） - 單行本未收錄

### 電視動畫配音

#### 2017年
- 文豪，《此花綺譚》

### 插圖

#### 2017年
- 為電視動畫《此花綺譚》Blu-ray和DVD繪製封面、特典插圖與附贈小冊子的附帶漫畫

## 外部連結
- 天乃咲哉的Twitter賬戶 （页面存档备份，存于） （日語）
- 天乃咲哉的Pixiv账户（日語）

- このはな綺譚 原作公式サイト（由天乃咲哉開設的此花亭漫畫官方網站） （页面存档备份，存于）（日語）
- 文豪さんのお部屋（天乃咲哉現用部落格） （页面存档备份，存于）（日語）
- 天乃じゃく草紙（天乃咲哉的第二個部落格）（日語）
- 此花工房（天乃咲哉的第一個部落格）（日語）